# Стефан Бранкович
Стефан III Бранкович (на сръбски: Стефан Бранковић; Стефан Слепи, * ок. 1417 в Белград, † 9 октомври 1476 в замък Белградо ди Вармо, близо до Удине, погребан в Купиново) от династията Бранкович е деспот на Смедеревското деспотство от 19 януари 1458 до 21 март 1459 г. Той е известен и като Стефан Слепи. В Сръбската православна църква е почитан като Свети Стефан Слепи.
Той е син на деспот Георги Бранкович († 1456) и втората му съпруга Ирина Кантакузина († 1383), внучка на византийския император Йоан VI Кантакузин. По бащина линия е внук на деспот Вук Бранкович. Брат е на Гъргур Бранкович, Лазар Бранкович, на Мара Бранкович, съпруга на султан Мурад II, и на Катерина Бранкович, съпруга на граф Улрих II Целски.
През 1439 г. султан Мурад II превзема Смедерево, пленява и през 1441 г. ослепява Стефан и брат му Григор (Гъргур). Стефан въпреки това помага на баща си. Той става деспот след смъртта на по-малкия си брат Лазар Бранкович († 1458), който няма мъжки наследник. Заради наследствени конфликти той бяга от моравските земи в кралство Унгария.
В края на 1459 г. Стефан решава да предприеме пътуване до Албания, където има роднини, и там през 1460 г. се жени за Ангелина Арианити Комнина (1440 – 1520), шестата дъщеря на войводата от албанските територии Георги Арианит (Комнини) (1383 – 1462) от рода Арианити и на Мария Музака. Тя е сестра на Доника Кастриоти, от 21 април 1451 г. съпруга на Скендербег. Стефан и семейството му се установяват временно във владенията около Круя в днешните албански земи, а в началото на 1461 г. се местят на Апенинския полуостров с препоръката на Скендербег.
В Италия Стефан Бранкович умира в замъка Белград близо до Удине. Съпругата му Ангелина се връща след неговата смърт в Срем, пренасяйки неговите кости като мощи и през 1486 г. ги погребва в Купиново в специално построена за целта църква. Тя става монахиня в основания от нея женски Крушедолски манастир във Фрушка гора. Там е и погребана със сина им Йован Бранкович и е обявена за светица.

## Семейство
През 1460 г. Стефан Бранкович сключва брак с Ангелина Арианити Комнина (1440 – 1520), дъщеря на войводата Георги Арианит (Комнини) (1383 – 1462). Децата им носят в наследство титлата „деспот“:
- Йован Бранкович († 10 декември 1502) – сръбски деспот
- Георги Стефанович Бранкович (1461 – 18 януари 1516), сръбски деспот, по-късно станал архиепископ под името Максим
- Ирена († млада)
- Мария Бранкович (* 1466 в Охрид 1466, † 27 август 1495 в Казале), омъжва се на 8 юли 1485 г. в Инсбрук за Бонифаций III Палеолог (1426 – 1494), маркграф на Монферат (Палеолози)